# Перевёрнутая наездница
«Перевёрнутая наездница» (англ. Reverse Cowgirl) — первый эпизод шестнадцатого сезона сериала «Южный парк», премьера которого состоялась 14 марта 2012 года. Сюжет эпизода посвящён высмеиванию гендерного разделения этикета в отношении унитазов, а также повышенных мер безопасности в аэропортах США, введённых после терактов 11 сентября.

## Сюжет
Клайд Донован постоянно непреднамеренно оставляет поднятым сиденье унитаза, что в итоге приводит к тому, что мать Клайда, Бетси, погибает в результате засасывания в унитаз.
Смерть Бетси дала повод Управлению туалетной безопасности (УТБ) ужесточить правила безопасности для людей в туалетах. Согласно новым правилам, все туалеты должны быть оснащены ремнями безопасности и камерами видеонаблюдения, УТБ может проводить внезапные проверки туалетов в домах граждан и создавать контрольно-пропускные пункты в частных и общественных туалетах, что приводит к возникновению огромных очередей. Картман и остальные жители города возмущены и выступают против этих мер, также разногласия возникают между женщинами и мужчинами по поводу того, в каком положении следует оставлять после себя сиденье унитаза. В это время Стэн, Кайл, Клайд и Джимми решили засудить призрак Джона Харингтона, предполагаемого изобретателя унитаза, для чего мальчики обратились к адвокату, обещающему организовать спиритический сеанс с призраком умершего изобретателя.
Хотя адвокат, организовавший «юридический сеанс», оказался шарлатаном, возмущённый призрак Харингтона сам явился на общественное слушание дела и объяснил, что люди использовали его изобретение неверно — на самом деле на унитазе нужно сидеть лицом к сливному бачку, используя последний как удобную полку для книг (именно об этом удобстве говорил Баттерс в начале серии).
На последней минуте серии Клайд встаёт с унитаза и, подумав, намеренно поднимает крышку, показывая средний палец невидимому собеседнику наверху.

## Приём зрителей и критиков
Якобу Клейнману из Times International Business наиболее смешными показались шутки с участием Эрика Картмана и Рэнди Марша, в то же время Перес Хилтон в своём блоге на perezhilton.com назвал «гениальной» шутку с ремнями безопасности в туалетах. В обзоре на сайте «Geeks of Doom» отмечено: «Всё в этом эпизоде просто потрясающее».

## Пародии
- Смерть и речь матери Клайда пародируют смерть жены главного героя в фильме «Знаки».
- Две афроамериканские женщины, осуществляющие досмотр в туалетах, возможно, пародия на комедию «Улётный транспорт».
- Управление туалетной безопасности — пародия на Transportation Security Agency, агентство, устраивающее дотошный досмотр пассажиров в аэропортах и вокзалах США.

## Факты
- В офисе юриста-медиума видна дата на настенном календаре — 13 марта, то есть за день до показа эпизода.
- Сидя на унитазе, Клайд читает комикс о Мятно-Ягодном Пироге, что отсылает к эпизоду «Енот против Енота и друзей».
- Названием «Reverse cowgirl» («перевёрнутая наездница») также называют позицию в сексе («Женщина сверху»), пародируется правильное сидение на унитазе, предложенное Баттерсом.